# قصر الحمراء الطياره
قصر الحمراء الطياره يقع هذا القصر في أجمل موقع من المدينة بدأ ببنائه الشيخ سيف الدين يحيى (نزيل حماة بحدود عام (685)هـ) ثم أكمله ووسعه أحد أحفاده الشيخ ياسين الكيلاني عام (1128)هـ (1715) م في محلة باب الناعورة على الضفة الشرقية من نهر العاصي (وقام بمكان دار قديمة عرفت باسم الطيارة الحمراء التي يعود بناؤها إلى ما قبل (691)هـ (1291) م بظهر القبو الأزج الذي يطل على العاصي), ويتوسط هذا القصر جسر بيت الشيخ وجسر السرايا وكانت تنتصب أمامه ثلاث نواعير (الآن أربع) ويقابله من الجهة الغربية جامع النوري وحمام السلطان وقصر العظم ومن الجهة الجنوبية زاوية الشيخ ياسين الكيلاني التي هدمت في حوادث عام (1982) م ومن الجهة الشمالية زاوية الشيخ حسين الكيلاني المبنية عام (970) هـ (1557) م والتي هدمت كذلك عام 1982م. ومن الجهة الشرقية جامح الشيخ إبراهيم الكيلاني المبني عام (1078) هـ (1667) م كما يجاوره مجموعة من المباني الأثرية التي يرقى عهدها إلى العصر الأيوبي والتي كانت تتوضع تحت القبو الأزج الذي كان يقوم عليه القصر والتي تهدمت كلها في حوادث عام (1982) م.

## أقسام
يحوي هذا القصر قسمين رئيسيين: السلاملك ودار المماليك أي مكان الخدمة والمطبخ وهو يخلو من قسم الحرملك لأن صاحبه خصصه لاستقبال وضيافة زواره وطلابه ومراجعيه إذ كان يشغل منصب نقيب الأشراف في حماة وقد توفي عام (1146) هـ (1733) م وانتهى بناء القصر نهائيا بعد وفاته وقد جدده علي الكيلاني أحد أحفاده المولود عام (1166) هـ والمتوفي عام (1240) هـ.
يتألف السلاميك من جناحين شمالي لفصل الشتاء وجنوبي لفصل الصيف. ويتألف المقر الشمالي من قاعة استقبال كبرى وغرفة طعام عادية وغرفة نوم عادية ورواق أمامي.
أما الجناح الجنوبي فيتألف من المدخل الرئيسي ومن إيوان وقاعتين شرقية وغربية. تأثر مخطط هذا القصر بطراز قصور ذلك العهد العثماني وبشكل خاص بالزخارف المكونة من الفسيفساء والقاشاني والرخام الملون والمحفور والمطعم بالصدف والزخارف المكونة من المقرنصات.

## وصف القصر
أما ما حوته أقسام هذا القصر المختلفة تفصيلها كما يلي:
- الجناح الشمالي: هو المقر الشتوي ويتألف من أربعة أقسام هي:

قاعة الاستقبال: وهي أهم أقسام القصر وتقع في الجانب الغربي من هذا
الجناح مشرفة على العاصي طولها (17.5) م وعرضها (7.5) م بنيت مداميك واجهتها الخارجية بمواد رخامية وحجرية متعددة الألوان تشدها بعضها إلى بعض مؤونة من الرصاص. أما القاعة من الداخل فهي ذات عتبة وطرزين (جزئين مرتفعين) وكشكين (شرفتين) أما العتبة فهي مربعة الشكل أرضها مرصوفة بأشكال هندسية متناظرة من الرخام المجرع والأحجار المتعددة الألوان تتوسط العتبة فسقية مثمنة الشكل صيغت من المواد نفسها. غير أن الأشكال الهندسية من الرخام التي تزين أرضيتها أدق وضعا وأحكم صنعا ويبرز في منتصف هذه الفسقية فسقيه رخامية أصغر حجما من قطعة واحدة لكنها أكثر أضلاعا إذ أن لها ستة عشر ضلعا محنية نحو الخارج وتشكل هذه الانحناءات قواعد مثلثات مجوفة متساوية الساقين تقريبا تكاد رؤوسها تلتقي في قعرها كما أنها تؤلف في الخارج شريطا مستديرا متموجا يتوج ستة عشر شكلا نصف أسطواني. وتعلو ثمانية من هذه الأشكال نصف الأسطوانية ثماني فوارات زهرية الشكل ثمانية التويجات رخامية المادة ومن فوقها أشكال نجمية مثمنة ومن شأن هذه الفوارات البارزة أن تقلب الشكل السداسي عشر إلى شكل مثمن الأضلاع.
تطل على العتبة دكة تزدان واجهتها الأمامية بمستطيلات رخامية وحجرية ملونة يكون سطحها العلوي أشكالا هندسية ونجمية متنوعة ومتناظرة من الرخام المجزع والأحجار متعددة الألوان وإلى جنوب العتبة تظهر الواجهة الداخلية بمداميكها الرخامية والحجرية الملونة والمتناوبة ومزرراتها المتعاشقة التي تعلو ساكف الباب الداخلي وكذلك القوسان الضامتان لنافذتيها العميقتين اللتين يعلوهما مزرران من الحجر الأسود وفي أعلى الجدار نقش بيت شعر بخط فارسي تعلوه لوحة من القاشاني يحيط بها إطار قاشاني بشكل معاكس لقاشاني اللوحة ويشرف على العتبة قوسان منخفضان من الحجر الكلسي زين سطحيهما رسوم مشاهد من مدينة إسطنبول وعدد من مبانيها وجوامعها ومآذانها وجسورها وبحرها وأنواع سفنها.
أما سقف العتبة فهو أكثر ارتفاعا من سقوف أقسام القاعة الأخرى أما سطحها من الخارج فهو على مظلة تتخلل جوانبها الأربعة نوافذ جصية متناظرة أما سقف القاعة فهو آية في الجمال مزين بزخارف خشبية مخرمة وغائرة ونافرة ثم إزار خشبي كتبت عليه آية الكرسي بخط الثلث.
وتبدو في الجدران أربع حشوات خشبية يبرز في كل حشوة مستطيل يحيط به إطار محلى بالذهب وكتبت في المستطيلات عشرة أبيات شعر تؤرخ بناء القصر (1128) هـ.
- الجناح الجنوبي: كان هذا الجناح هو المقر الصيفي ويتألف من الأقسام التالية:

1. المدخل الرئيسي وباحته: للقصر مدخلان أحدهما طارئ يقع في الجهة الشمالية والأخر أصلي ويقع في الجهة الجنوبية وله باحة واسعة.
2. الإيوان: إذا كان للرواق شأن في أمسيات الصيف والشتاء الباسمة فان لهذا الإيوان نفس الشأن في أيام الصيف الحارة حيث ينعم سكانه بالظلال الوارفة والرطوبة المستحبة. وللإيوان عتبة وطرز والعتبة رصفت بالرخام المجزع والأحجار متعددة الألوان وسقف الإيوان مكسو بكسوة خشبية مطلية بالألوان والذهب وتحتل الزخارف الكتابية مقاما ملحوظا إذ كتبت أبيات من قصيدة البوصيري بالخط النسخي فضلا عن أربع لوحات كتب عليها اسم الرسول وأساء الخلفاء الراشدين بالخط الكوفي.
3. القاعة الغربية: تتألف من مدخل وعتبة وطرز وشرفة يطل مدخلها على عتبة الإيوان وقد بنيت واجهته بمداميك حجرية ملونة وزخرفت قوسه بمزررات رخامية وحجرية ملونة متعانقة ورصعت أرض العتبة بفسيفساء من الرخام المجزع والأحجار الملونة. ويعد سقف الشرفة الغربية معجزة في صناعة الحفر على الخشب وفي فن الدهان العربي والعجمي وفي زواياه أربع دليات. هذا غيض من فيض هذه القاعة الرائعة التي سما الفن الإسلامي إلى الأوج في سمائها.
4. الرواق الأمامي: يقوم على خمسة أقواس من الحجارة البيضاء والسوداء المتناوبة، محمولة على أربعة أعمدة رخامية في الوسط ودعامتين مربعتين من الرخام والأحجار الملونة من الجانبين يتوج اثنين من الأعمدة تاجان كورونثيان ويعلو العمودين الآخرين تاجان مزينان بالمقرنصات وفي أسفل كل عمود قاعدة على شكل قمع مقلوب ويتمنطق العمود الغربي بحزام برونزي من الأعلى ويتمنطق باقي الأعمدة بحزامين برونزين، ويلحق بالرواق من الجهة الغربية مصيف ترتفع أرضه عن أرض الرواق نصف متر وهو يطل على الضفة الشرقية للعاصي وتتوسط العتبة فسقية جميلة جدا مثمنة ا~لشكل من الرخام المجزع.
5. القاعة الشرقية: إذا كانت القاعة الغربية معدة للاستقبال فإن القاعة الشرقية كانت خاصة بالنوم لها مدخل يطل على الإيوان، أما القاعة من الداخل فإن زخرفتها أقل من زخرفة القاعة الغربية، لكن ما يجذب النظر فيها فهو المصطلى المكون من الرخام والحجر الملون وتزينه زخارف حجرية وفي أعلاه منطقتان مثلثتان تكسوهما بلاطات من القاشاني الأزرق وعلى جانبيهما لوحتان من الفسيفساء المكون من الرخام المجزع والحجارة الملونة أما الأرضية فهي من الحجر الأسود.
6. الصحن وملحقاته: يفصل هذا الصحن المستطيل، الجناحين الشمالي والجنوبي رصعت أرضه ببلاطات مربعة ومستطيلة من الحجر المصقول وفيه بركتان مثمنتا الشكل، والجانب الغربي كان مكشوفا يطل على نهر العاصي مباشرة.